# Lietuvos bankas

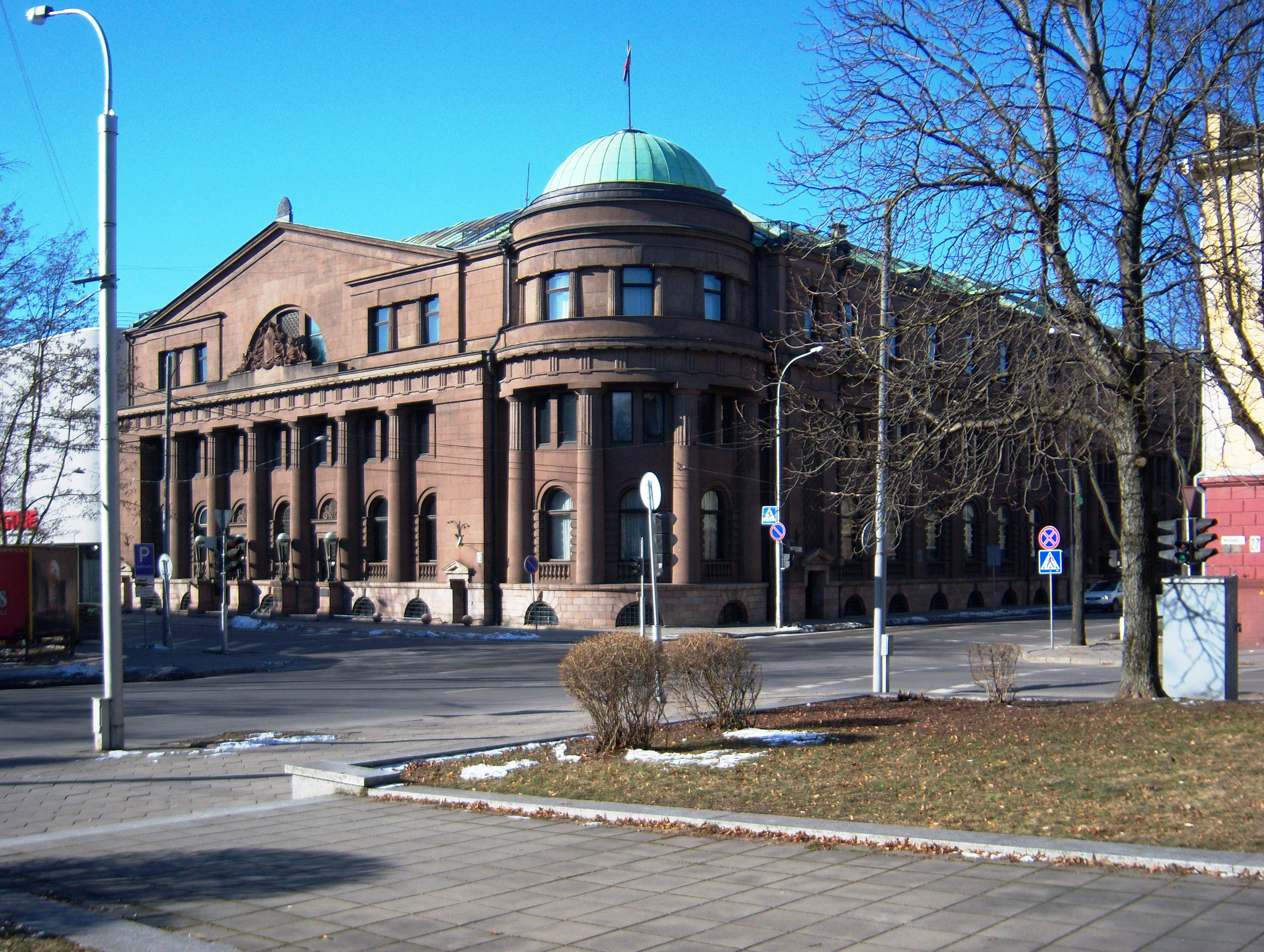
Litauische Zentralbank in Kaunas

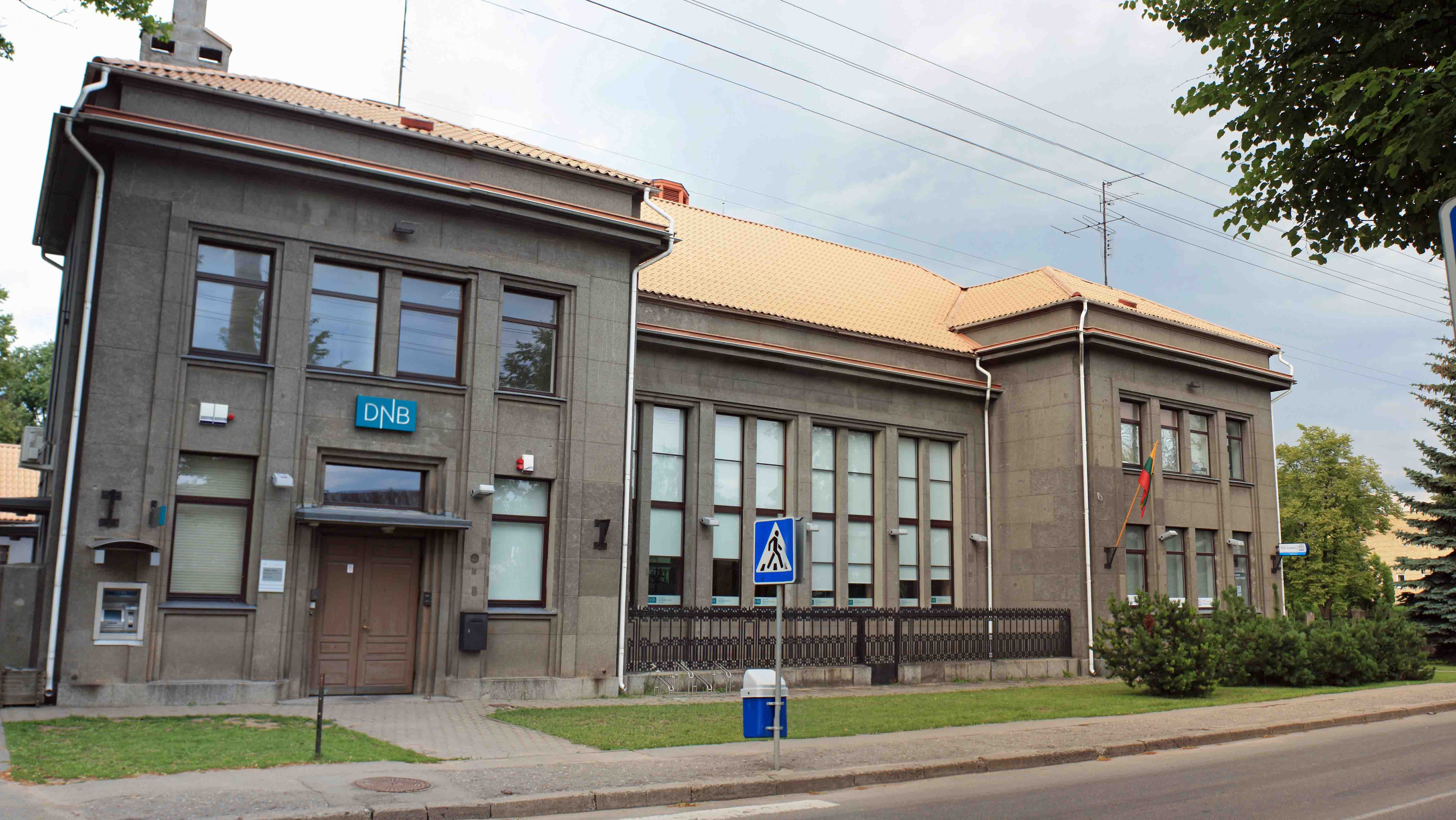
Filiale Biržai

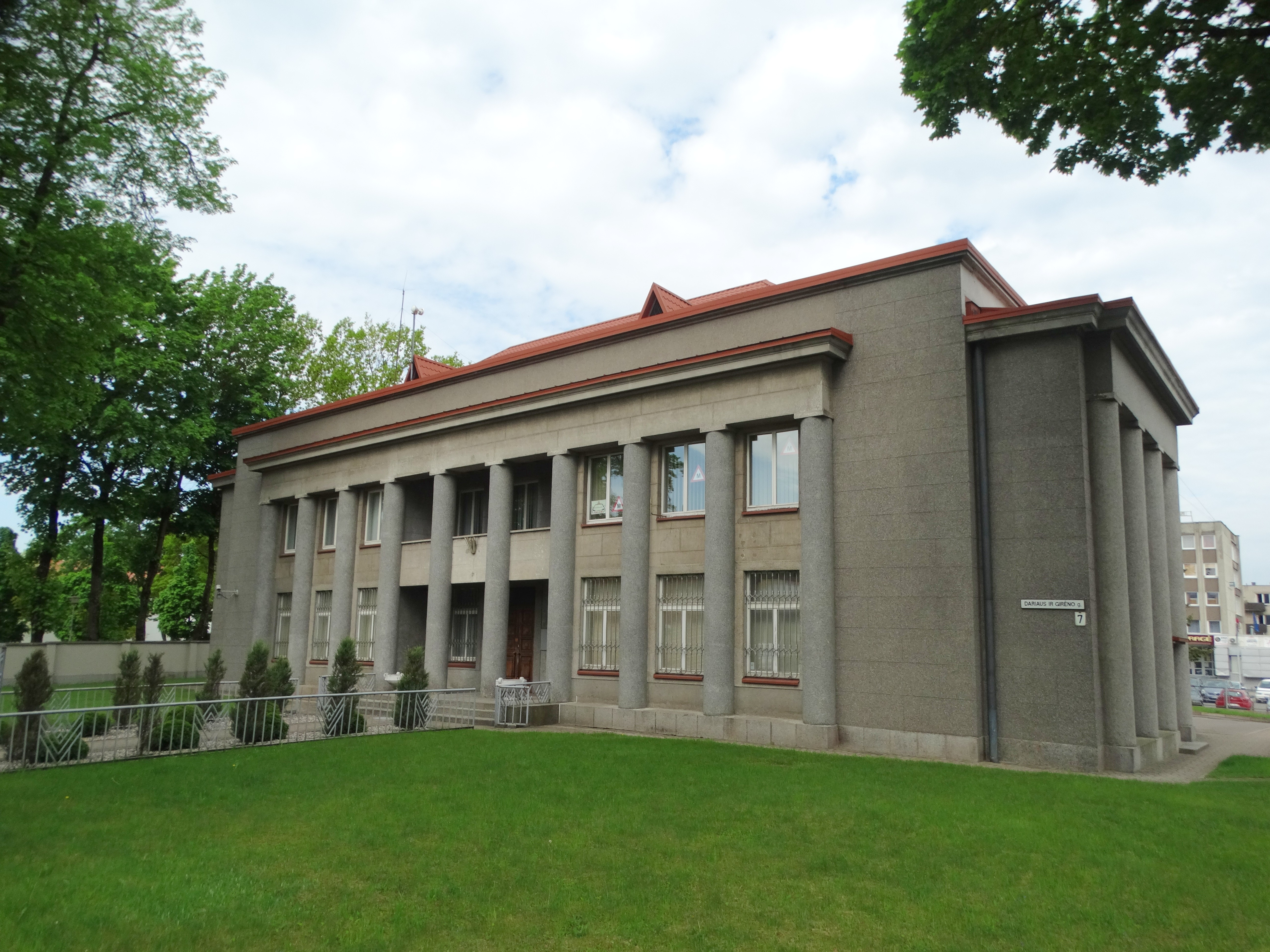
Filiale Tauragė

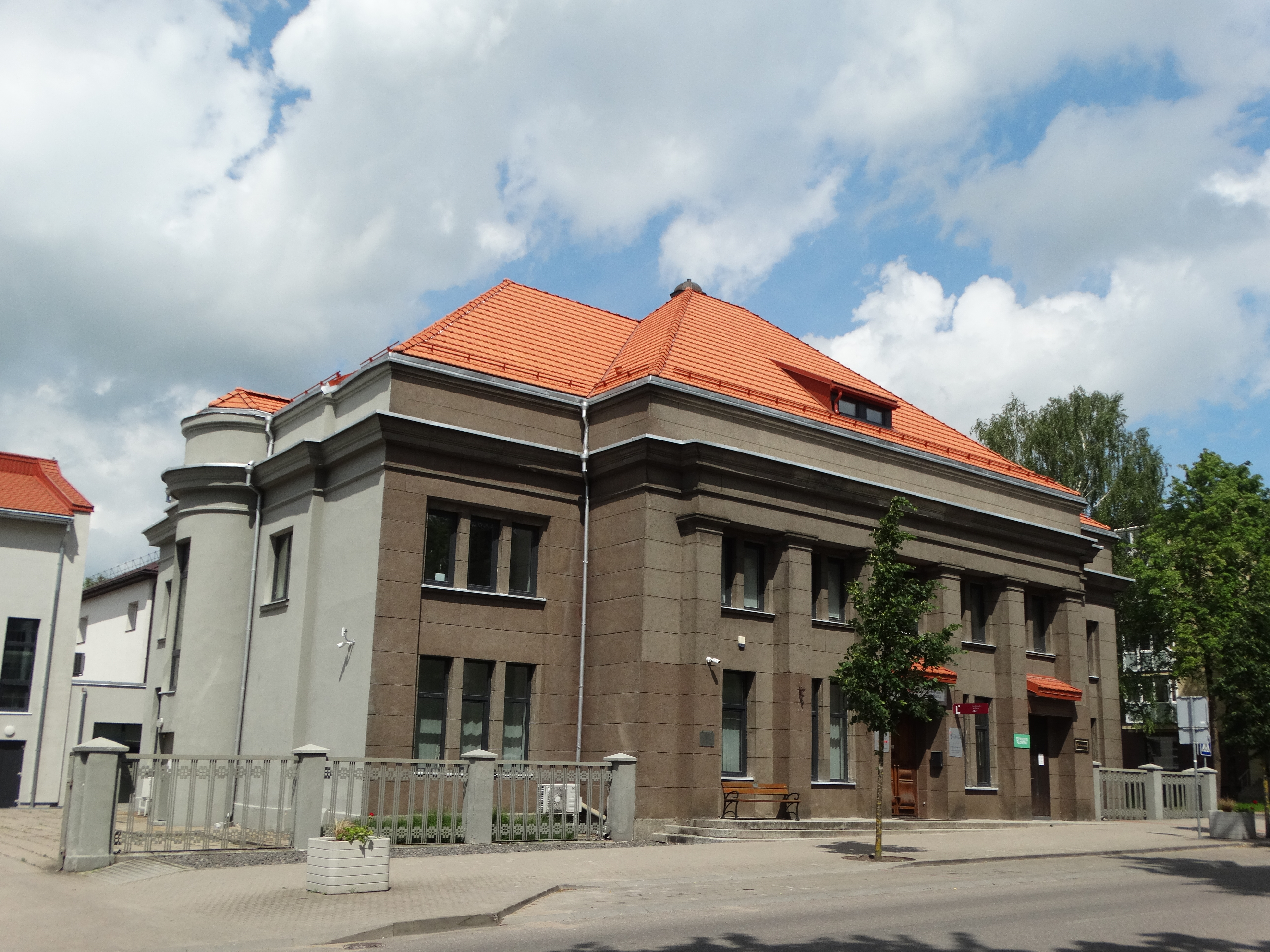
Filiale Raseiniai

Lietuvos bankas (deutsch Litauische Bank) ist die Zentralbank Litauens. Sie geht in ihrer heutigen Form auf die Gründung durch die litauische Regierung im Jahr 1990 zurück (unter Übernahme von Struktur, Liegenschaften und Personal der litauischen Sparte der sowjetischen Staatsbank) und hat ihren Sitz in Vilnius. Zu ihren Aufgaben gehörte bis zum 31. Dezember 2014 die Sicherung der litauischen Währung, des Litas. Sie ist Mitglied des Europäischen Systems der Zentralbanken.

## Geschichte
Die Anfänge des Zentralbankwesens in Litauen gehen auf das Jahr 1768 zurück, als der Seimas die staatliche Emissionsbank Bank Polski I Litewski zu gründen beschloss. Erst 1792 begann man mit der Verwirklichung des Vorhabens. Man plante Bankkontore in Vilnius, Grodno und Minsk einzurichten. Nach dem erfolglosen Aufstand von Tadeusz Kościuszko und nach der 3. Teilung von Polen-Litauen 1795 verlor Litauen seine Eigenstaatlichkeit und damit die praktische Möglichkeit, ein eigenes Währungssystem zu haben.
1918, nach der Erklärung der Unabhängigkeit, hatte Litauen noch einige Jahre keine eigene Emissionsbank. Aufgrund eines völkerrechtlichen Vertrags mit der Darlehenskasse Ost war die Reichsmark als Landeswährung anerkannt. Mitte 1922 begann die Hyperinflation. Litauen verabschiedete Gesetze über die Gründung der Zentralbank Lietuvos bankas und die Einführung der Nationalwährung Litas. Lietuvos bankas wurde als Aktiengesellschaft (Akcinė bendrovė) gegründet. Das Grundkapital betrug 12 Mio. Litas. 80 % der Aktien gehörten dem litauischen Staat.
1922 begann Lietuvos bankas als litauische Zentralbank offiziell ihre Tätigkeit. Vladas Jurgutis wurde vom litauischen Präsidenten zum ersten Geschäftsführer der Bank ernannt.
Im März 1990 erfolgte die Neugründung der Lietuvos bankas, sie setzte dabei die Tradition der in der Vorkriegszeit gegründeten Bank fort. 1990–1992 gehörte Litauen der Zone des russischen Rubel an. 1992 wurde als zeitweilige Währung ein Talon eingeführt (im Volksmund vagnorkos, vagnorėliai genannt, nach Gediminas Vagnorius), zunächst zusätzlich zum Rubel für bestimmte Warengruppen. 1993 wurde der Litas eingeführt. Es gelang die anfänglich über 100 % betragende Inflation einzudämmen und den Kurs der litauischen Währung zu stabilisieren.

## Leitung
- Von 1996 bis 2011 Reinoldijus Šarkinas (* 1946)
- Ab dem 16. April 2011 Vitas Vasiliauskas (* 1973)

## Vorstand
- Vitas Vasiliauskas, Jurist, ehemaliger Rechtsanwalt
- Raimondas Kuodis, Professor
- Ingrida Šimonytė, ehemalige Finanzministerin
- Tomas Garbaravičius
- Marius Jurgilas

## Euroeinführung: Streit um Litauen
Am 27. Juni 2004 trat Litauen zusammen mit Estland und Slowenien dem Abkommen zum Wechselkursmechanismus II (WKM II) bei. Ursprünglich wollte Litauen den Euro 2007 einführen. Der litauische Finanzminister Zigmantas Balčytis reichte am 16. März 2006 die Unterlagen zur Euro-Einführung trotz Warnung der Europäischen Kommission offiziell ein. Die Kommission empfahl jedoch, die Aufnahme Litauens aufgrund seiner um 0,06 Prozentpunkte zu hohen Inflationsrate zu verschieben.
Beim Gipfeltreffen der Staats- und Regierungschefs am 15. und 16. Juni 2006 in Brüssel wurde der Antrag abgelehnt. Auf den Euro-Raum bezogen wäre die Teuerungsrate in Litauen zwar niedrig genug gewesen, um das Aufnahmekriterium zu erfüllen; der Vertrag von Maastricht sähe aber auch die EU-Staaten ohne Euro als Referenz vor. Nach Ansicht mancher europäischer EU-Finanzexperten hätte Litauen trotzdem aufgenommen werden können.
Die EU-Kommission und die EZB akzeptierten diese Position jedoch nicht, um nicht an Glaubwürdigkeit zu verlieren. Litauen könnte somit ein Präzedenzfall für die künftige Euro-Einführung in den mittel- und osteuropäischen Ländern (MOEL) sein. Aufgrund der strikten Regelbindung der Euroeinführung in den MOEL könnte de facto der Verdacht entstehen, dass die alten Mitgliedsstaaten Vorrechte genießen. Am Fall Litauens könnte sich nun ein Streit über die Auslegung der in Artikel 121 EG-Vertrag genannten Konvergenzkriterien entzünden.
Es ist fraglich, ob die baltischen Länder für den Euro-Raum eine Belastung darstellen konnten, wenn sie trotz nicht vollständiger Erfüllung der Kriterien den Euro einführten; das BIP der größten baltischen Republik (Litauen) erreichte 2005 nur 4/5 des kleinsten deutschen Bundeslandes (Bremen). Darüber hinaus hatten Litauen und Estland ihre Währungen (Litas und Krone) seit mehreren Jahren mit einem Currency Board fest an den Euro gebunden und die Währungsunion so einseitig vorweggenommen. Diese Wechselkursfixierung hielten sie selbst während der Rubelkrise erfolgreich durch.
Erst die Eurokrise ab 2010 und vor allem die Griechische Staatsschuldenkrise brachten ein Umdenken: Am 27. Juni 2014 gaben die Staats- und Regierungschefs der Europäischen Union (EU) ihre Zustimmung zum Euro-Beitritt Litauens, der am 1. Januar 2015 erfolgte.